# Uma-jirushi
Uma-jirushi (馬印, lit. ‘insígnia de cavall’) eren unes grans banderes utilitzades durant l'època feudal al Japó per a identificar un daimyō o senyor feudal en el camp de batalla.

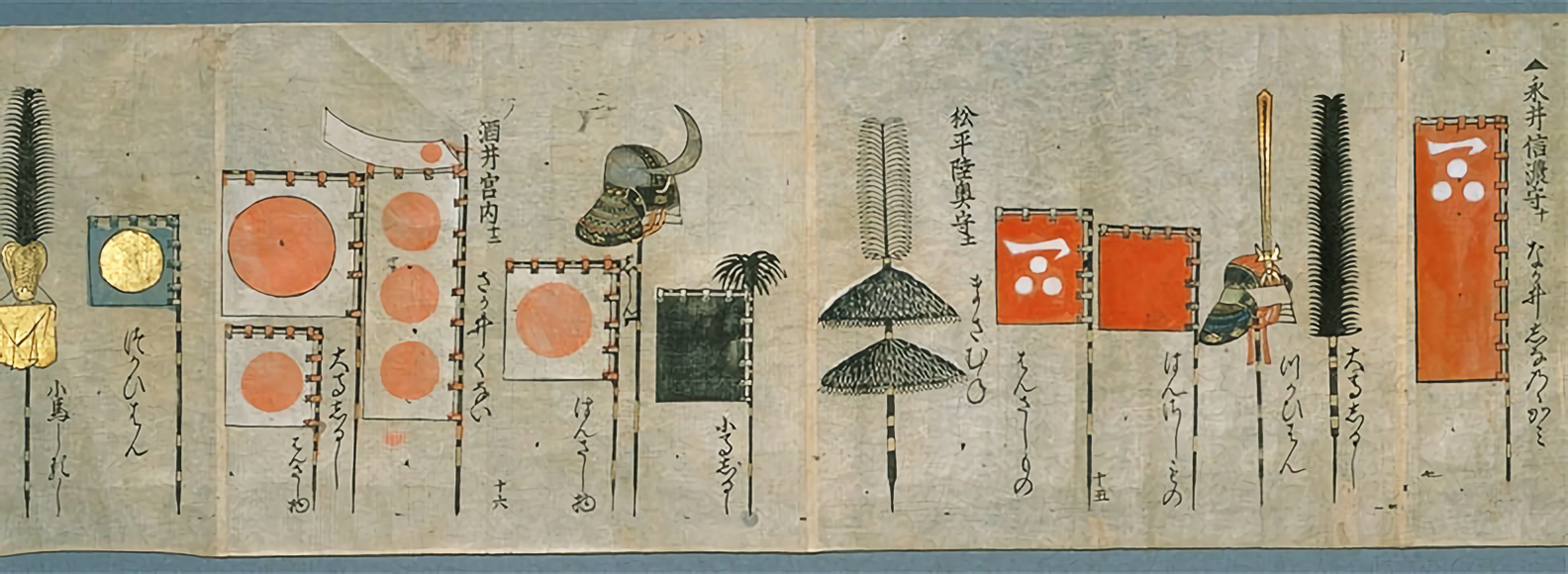
Varietat dUma-Jirushi en una imatge del llibre O-Uma-Jirushi del segle XV

Tingueren un auge important durant el període Sengoku de la història del Japó. Mentre que algunes només eren banderes grosses, no gaire diferents dels sashimono o hata-jirushi, d'altres eren figures tridimensionals com estels, en forma de campana, gongs, para-sols o serpentines.
Encara que n'existien moltes formes diferents, es dividien en dues categories, els ō-uma-jirushi (estendards grossos) i els ko-uma-jirushi (estendards petits). Els daimyō menys importants tenien només una Uma-jirushi, mentre que els més importants amb majors ingressos en tenien una de cada categoria. El 1645, el shogunat Tokugawa va formalitzar-ne l'ús, cosa que permetia als senyors feudals amb uns ingressos superiors als 1.300 koku utilitzar els ko-uma-jirushi i als senyors feudals amb ingressos superiors als 6.000 koku utilitzar a més a més els ō-uma-jirushi
Les ō-uma-jirushi eren el centre d'acció en el camp de batalla, ja que mentre ajudaven en l'organització dels guerrers aliats, també atreien l'atenció dels enemics, per la qual cosa el risc de portar una uma-jirushi era molt gran. Aquests estendards anaven subjectats a bosses de cuir fixades en cinturons per poder-los portar, i els més grans s'asseguraven amb uns tirants a l'espatlla dels guerrers que els transportaven.
Al segle xv, un monjo anomenat Kyūan va acabar un text titulat O-Uma-Jirushi, un compendi il·lustrat d'heràldica de l'època. En el text, es descriu l'heràldica de la majoria, si no de totes, les principals famílies de samurais de les batalles del període Sengoku. Aquest text representa una de les fonts primàries d'informació heràldica d'un dels períodes més convulsos de la història del Japó.